# Saison 5 de Psych : Enquêteur malgré lui
Chronologie
Saison 4 Saison 6
La cinquième saison de Psych : Enquêteur malgré lui (Psych), série télévisée américaine, est constituée de seize épisodes diffusée du 14 juillet 2010 au 22 décembre 2010 sur USA Network, aux États-Unis.

## Synopsis
Shawn Spencer, un jeune homme drôle et surtout futé, a développé durant son enfance un talent pour remarquer les moindres détails grâce à l'enseignement de Henry Spencer, son père, ancien policier.
C'est ainsi qu'en grandissant, lorsqu'il est confronté à la dure réalité de l'emploi, ne parvenant pas à en trouver un qui lui plaise, il passe le plus clair de son temps à en changer et à donner des « tuyaux » aux inspecteurs de police par l'intermédiaire d'appels téléphoniques anonymes. À partir de là s'ensuit un énorme quiproquo : à la suite des nombreux « tuyaux » qu'il fournit aux inspecteurs, ces derniers commencent à le suspecter de perpétrer lui-même ces crimes. N'ayant pas d'autre solution pour se sortir de cette situation, il se justifie en prétendant posséder des pouvoirs psychiques de médium. Curieusement, les policiers qui refusaient de croire au don d'observation de Shawn, admettent assez facilement son « don médiumnique ».
Shawn aidera désormais la police dans ses enquêtes, avec les inspecteurs Carlton Lassiter, Juliet O'Hara et le chef Karen Vick qui fait appel à lui lorsque certaines affaires s'avèrent insolubles ou pas assez importantes pour que la police s'en occupe, selon le cas.
Shawn embarque son meilleur ami d'enfance, Burton « Gus » Guster, pour créer l'agence « Psych ». Ils vont alors tenter de résoudre chaque affaire en utilisant ses dons d'observation, camouflés en visions envoyées par des esprits. Gus est moins téméraire que Shawn et tous les deux se disputent souvent pour des détails pour le meilleur comme pour le pire…

## Distribution

### Acteurs principaux
- James Roday (VF : Guillaume Lebon) : Shawn Spencer
- Dulé Hill (VF : Lucien Jean-Baptiste) : Burton « Gus » Guster
- Timothy Omundson (VF : Gabriel Le Doze) : lieutenant chef Carlton Lassiter
- Maggie Lawson (VF : Laura Blanc) : lieutenant Juliet O'Hara
- Kirsten Nelson (VF : Véronique Augereau) : chef Karen Vick
- Corbin Bernsen (VF : Philippe Peythieu) : Henry Spencer, père de Shawn

### Acteurs récurrents
- Liam James / Skyler Gisondo (VF : Valentin Maupin) : Shawn Spencer (jeune)
- Carlos McCullers (VF : Alexandre Nguyen) : Burton « Gus » Guster (jeune)
- Sage Brocklebank (VF : Sébastien Finck) : officier Buzz McNab
- Cybill Shepherd (VF : Annie Sinigalia) : Madeleine Spencer, mère de Shawn
- Kurt Fuller (VF : Jean-François Kopf) : Woody, Médecin légiste de la police de Santa Barbara
- Nestor Carbonell (VF : Bernard Gabay) : Declan Rand, profiler

### Invités
- Jerry Shea : Ken (épisode 1)
- Freddie Prinze Jr. (VF : Pierre Tessier) : Dennis Gogolack (épisode 3)
- Zak Santiago (VF : Fabien Jacquelin) : Manny (épisode 5)
- Angus Macfadyen (VF : Boris Rehlinger) : Logan Paget (épisode 5)
- William Devane : Peters (épisode 6)
- Carl Weathers : Boone (épisode 6)
- Chi McBride (VF : Gilles Morvan) : Craig, gardien de prison (épisode 7)
- Kevin Alejandro (VF : Frédéric Popovic) : Dane Northcutt (épisode 7)
- Meredith Monroe (VF : Barbara Delsol) : Catherine Bicks / Maddie (épisode 8)
- C. Thomas Howell (VF : Philippe Dumond) : agent Camden Driggs (saison 5, épisode 9)
- Jon Gries (VF : Hervé Bellon) : Strabinsky (saison 5, épisode 9)
- Cary Elwes (VF : Bertrand Liebert) : Pierre Despereaux (épisode 10)
- Peter Oldring (VF : Damien Ferrette) : caporal Robert Mackintosh (épisode 10)
- Ed Lauter (VF : Pierre Dourlens) : Ed Dykstra (épisode 10)
- Ray Wise (VF : Hervé Jolly) : père Peter Westley (épisode 12)
- Robyn Lively : Michelle Barker (épisode 12)
- Ralph Macchio : l'officer Nick Conforth
- Jimmi Simpson (VF : Thierry Wermuth) : Mary Lightly (épisode 16)
- Ally Sheedy (VF : Ivana Coppola) : Mr Yang (épisode 16)
- Peter Weller (VF : Luc Bernard) : Mr Yin, complice de Mr Yang (épisode 16)

## Liste des épisodes

### Épisode 1:La Guerre débridée
- États-Unis : 14 juillet 2010 sur USA Network
- Suisse : 30 juillet 2011 sur TSR2[1]
- Québec : 10 janvier 2012 sur AddikTV[2]
- France : 23 janvier 2012 sur 13e rue[3]
- Belgique : sur RTL-TVI

- États-Unis : 3,68 millions de téléspectateurs[4] (première diffusion)

- Bruce Locke (Arthur Chiang)
- Jerry Shea (Ken)
- Curtis Lum (Sang Tan)
- Jennifer Liu (Bekki Chiang)

- L'épisode se déroulant dans Chinatown, dans le générique, le nom des acteurs est d'abord présenté en chinois avant de revenir à l'alphabet latin.

### Épisode 2:La Botte secrète
- États-Unis : 21 juillet 2010 sur USA Network
- Suisse : 6 août 2011 sur TSR2[5]
- Québec : 17 janvier 2012 sur AddikTV
- France : 24 janvier 2012 sur 13ème rue[3]

- États-Unis : 3,3 millions de téléspectateurs[6] (première diffusion)

- Brad Raider (Ben Stephens)
- Lauren Lee Smith (Lillian)
- Danielle Harris (Tonya)

### Épisode 3:Soucoupes flippantes
- États-Unis : 28 juillet 2010 sur USA Network
- Suisse : 6 août 2011 sur TSR2[5]
- Québec : 24 janvier 2012 sur AddikTV
- France : 25 janvier 2012 sur 13ème rue[3]

- États-Unis : 3,74 millions de téléspectateurs[7] (première diffusion)

- Freddie Prinze Jr. (Dennis Gogolack)
- Charles Martin Smith (Roy Kessler)
- Adam Greydon Reid (Toby Shore)
- Becky O'Donohue (Molly Gogolack)

### Épisode 4:La classe qui tue
- États-Unis : 4 août 2010 sur USA Network
- Suisse : 13 août 2011 sur TSR2[8]
- France : 26 janvier 2012 sur 13ème rue[3]
- Québec : 31 janvier 2012 sur AddikTV

- États-Unis : 3,48 millions de téléspectateurs[9] (première diffusion)

- Jean Smart (Gillian Tucker)
- Lee Garlington (Eugenia)
- John Michael Higgins (Clive Prescott)

### Épisode 5:À toute vitesse
- États-Unis : 11 août 2010 sur USA Network
- Suisse : 20 août 2011 sur TSR2[10]
- France : 27 janvier 2012 sur 13ème rue[3]
- Québec : 7 février 2012 sur AddikTV

- États-Unis : 3,78 millions de téléspectateurs[11] (première diffusion)

- Angus Macfadyen (Logan Paget)
- Vanessa Minnillo (Gina)
- Adam Rodriguez (Tommy Nix)
- Zak Santiago (Manny)

### Épisode 6:Un duo vintage
- États-Unis : 18 août 2010 sur USA Network
- Suisse : 27 août 2011 sur TSR2[12]
- France : 30 janvier 2012 sur 13ème rue[3]
- Québec : 14 février 2012 sur AddikTV

- États-Unis : 4,11 millions de téléspectateurs[13] (première diffusion)

- Carl Weathers (Boone)
- William Devane (Peters)
- Brent Stait (Randy)
- Meghan Ory (Josie)
- Tracy Spiridakos (Saralyn)

### Épisode 7:Mer agitée
- États-Unis : 25 août 2010 sur USA Network
- Suisse : 17 septembre 2011 sur TSR2[14]
- France : 31 janvier 2012 sur 13ème rue[3]
- Québec : 21 février 2012 sur AddikTV

- États-Unis : 3,63 millions de téléspectateurs[15] (première diffusion)

- Chi McBride (Craig)
- Kevin Alejandro (Dane Northcutt)

### Épisode 8:Alter ego
- États-Unis : 1er septembre 2010 sur USA Network
- Suisse : 17 septembre 2011 sur TSR2[14]
- France : 1er février 2012 sur 13ème rue[3]
- Québec : 28 février 2012 sur AddikTV

- États-Unis : 3,7 millions de téléspectateurs[16] (première diffusion)

- Meredith Monroe (Catherine Bicks / Maddie)
- Nestor Carbonell (Declan Rand)
- Curt Smith (lui-même)
- Katie Findlay (Minka)

### Épisode 9:Partir un jour…
- États-Unis : 8 septembre 2010 sur USA Network
- Suisse : 1er octobre 2011 sur TSR2[18]
- France : 2 février 2012 sur 13ème rue[3]
- Québec : 6 mars 2012 sur AddikTV

- États-Unis : 3,11 millions de téléspectateurs[19] (première diffusion)

- Franka Potente (Nadia)
- C. Thomas Howell (agent Camden Driggs)
- Jon Gries (Strabinsky)
- Terry Chen (Tom Fong)

- La diffusion américaine s'est arrêtée à cet épisode pour la pause hivernale[20].

### Épisode 10:En cabane au Canada
- États-Unis : 10 novembre 2010 sur USA Network[21]
- Suisse : 1er octobre 2011 sur TSR2[18]
- France : 3 février 2012 sur 13ème rue[3]
- Québec : 13 mars 2012 sur AddikTV

- États-Unis : 2,79 millions de téléspectateurs[22] (première diffusion)

- Cary Elwes (Pierre Despereaux)
- Peter Oldring (le caporal Robert Mackintosh)
- Ed Lauter (Ed Dykstra)
- Venus Terzo (Valeria Crossley)

### Épisode 11:Mort de frousse
- États-Unis : 17 novembre 2010 sur USA Network
- Suisse : 8 octobre 2011 sur TSR2[23]
- France : 6 février 2012 sur 13ème rue[3]
- Québec : 20 mars 2012 sur AddikTV

- États-Unis : 2,99 millions de téléspectateurs[24] (première diffusion)

- Nora Dunn (Eve Asher)
- Rob LaBelle (sv) (Frank Holloway)
- Jerry Shea (Ken)
- April Matson (Carol)

### Épisode 12:C'est pas du gâteau!
- États-Unis : 1er décembre 2010 sur USA Network
- Suisse : 8 octobre 2011 sur TSR2[23]
- France : 7 février 2012 sur 13ème rue[3]
- Québec : 27 mars 2012 sur AddikTV

- États-Unis : 3,54 millions de téléspectateurs[25] (première diffusion)

- Dana Ashbrook (Robert Barker)
- Sherilyn Fenn (Maudette Hornsby)
- Sheryl Lee (Dr Donna Gooden)
- Ray Wise (le père Peter Westley)
- Lenny Von Dohlen (le shérif Andrew Jackson)
- Robyn Lively (Michelle Barker)
- Catherine E. Coulson (femme)
- Ryan McDonald (Jack Smith)
- Scott Lyster (Randy Jackson)

- Cet épisode est un hommage à la série télévisée Twin Peaks, de David Lynch[26].
- Les acteurs invités cités plus haut ont tous joué dans cette série[26].
- La chanson du générique est interprétée par Julee Cruise, qui interprétait également la chanson Falling, thème de la série Twin Peaks[26].
- L'épisode commence par une référence à Twin Peaks en citant une femme ayant inventé un système de tringle à rideaux silencieux. Le personnage Nadine Butler Hurley à la limite de la folie et interprété par Wendy Robie était obsédé par cette invention.
- La victime Paula Merral est une anagramme de Laura Palmer, la victime dans Twin Peaks[26].

### Épisode 13:Premiers de la classe
- États-Unis : 8 décembre 2010 sur USA Network
- Suisse : 15 octobre 2011 sur TSR2[27]
- France : 8 février 2012 sur 13ème rue[3]
- Québec : 3 avril 2012 sur AddikTV

- États-Unis : 3,09 millions de téléspectateurs[28] (première diffusion)

- Ralph Macchio (l'officer Nick Conforth)

### Épisode 14:Grosse Bêtise
- États-Unis : 15 décembre 2010 sur USA Network
- Suisse : 29 octobre 2011 sur TSR2[29]
- France : 9 février 2012 sur 13ème rue[3]
- Québec : 10 avril 2012 sur AddikTV

- États-Unis : 2,43 millions de téléspectateurs[30] (première diffusion)

- Tony Cox (lui-même)
- Jacob Vargas (Juan Lava)
- Keshia Knight Pulliam (Stranjay)

### Épisode 15:Espèce menacée
- États-Unis : 15 décembre 2010 sur USA Network
- Suisse : 22 octobre 2011 sur TSR2[31]
- France : 10 février 2012 sur 13ème rue[3]
- Québec : 17 avril 2012 sur AddikTV

- États-Unis : 2,53 millions de téléspectateurs[30] (première diffusion)

- April Bowlby (Lauren Lassiter)
- Brian Klugman (Macleod Sinclaire)
- Michael Gross (Cody Blair)
- Don Lake (C. Lee Banting)

### Épisode 16:Yin, suite et fin
- États-Unis : 22 décembre 2010 sur USA Network
- Suisse : 22 octobre 2011 sur TSR2[31]
- France : 13 février 2012 sur 13ème rue[3]
- Québec : 24 avril 2012 sur AddikTV

- États-Unis : 2,9 millions de téléspectateurs[32] (première diffusion)

- Mena Suvari (Allison Crowley)
- Jimmi Simpson (Mary Lightly)
- Ally Sheedy (Mr Yang)
- Peter Weller (Mr Yin)